# Guerre de Fribourg
Fribourg contre Berne et le duché de Savoie
La guerre de Fribourg a opposé entre 1447 et 1448 la ville de Fribourg à la maison de Savoie et la ville de Berne. Il s'agit du troisième conflit important entre les deux villes, le premier étant la bataille du Dornbühl en 1298 et le second la guerre de Gümmenen.

## Histoire

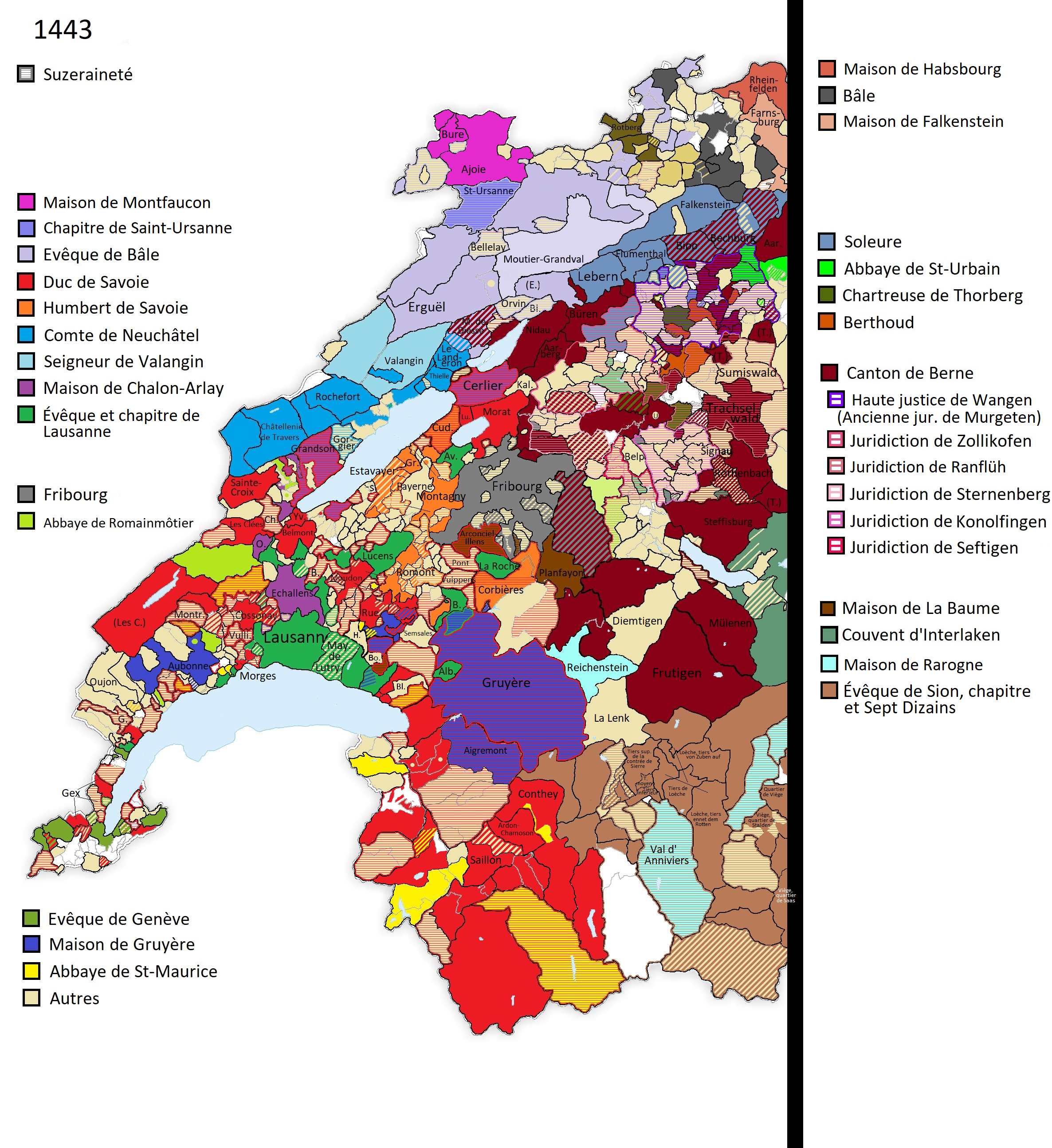
Carte de la Suisse occidentale en 1443.

En 1442, la ville de Fribourg achète à Jean de Thierstein-Pfeffingen les « fiefs Thierstein », qui composeront la majeure partie de ce que l'on appellera par la suite les Anciennes Terres. Jusque là, le territoire de la ville ne s'étendait que sur les environs immédiats.
En 1445, Guillaume d'Avenches, de la faction savoyarde de Fribourg, est élu avoyer de la ville. Il est destitué et arrêté un an plus tard, ses liens avec la Savoie étant cités comme un facteur potentiel,.
Guillaume d'Avenches est libéré sous caution et se réfugie en territoire savoyard. Il est nommé châtelain d'Yverdon par le duc. Son beau-frère Antoine Saliceto, également de la faction savoyarde, s'enfuit à Morat en 1446. Ils mènent des opérations d'escarmouches contre la ville et sa campagne, qui continueront après la paix de Morat signée en 1448 s'agissant de Saliceto,,.
À côté de ces attaques, un autre fait est considéré par certaines sources comme un des facteurs du déclenchement de la guerre : l'annulation par Louise Dives, bourgeoise de Fribourg, de la donation de ses biens à sa mère Margareta von Düdingen, à la suite du mariage de cette dernière avec Rudolf von Ringoltingen, qui est bernois.
Le parti autrichien de Fribourg pousse à la guerre contre la Savoie et compte sur l'aide des Habsbourg, suzerains de la ville. Ces derniers n'envoient qu'un ou deux capitaines sans armée.
L'armée bernoise est ravitaillée aux frais de la Savoie. Ce ravitaillement et l'alimentation des soldats sont documentés par des sources comptables et ont fait l'objet d'une analyse publiée en 2011.
Les Bernois et Savoyards sont vainqueurs.

## Conséquences
Fribourg se voit imposer un traité lors de la paix de Morat en 1448. La ville se retrouve dans une très mauvaise situation financière.
Fribourg perd sa part du bailliage de Grasbourg (acheté par Berne et Fribourg à la Savoie en 1423) et la seigneurie de Gümmenen à la suite du traité. Elle les récupérera lors du renouvellement de la cambourgeoisie entre Berne et Fribourg en 1454,.
Les habitants des campagnes se révoltent contre les bourgeois de la ville. Albert VI d'Autriche arrive à Fribourg en 1449. Un avoyer du parti autrichien est nommé. Berne pense pouvoir annexer Fribourg dans un avenir proche. En 1450, le gouvernement pro-Habsbourg est remplacé par un gouvernement pro-savoyard. Des négociations secrètes avec la Savoie sont entamées.
En 1452, Fribourg se soumet à la maison de Savoie en remplacement des Habsbourg,.